# Vračevo
Vračevo en serbe latin et Vraçevë en albanais (en serbe cyrillique : Врачево) est une localité du Kosovo située dans la commune/municipalité de Leposavić/Leposaviq, district de Mitrovicë/Kosovska Mitrovica. Selon des estimations de 2009 comptabilisées pour le recensement kosovar de 2011, elle compte 141 habitants, dont une majorité de Serbes.

## Géographie
Vračevo/Vraçevë est situé à 17 km au nord-ouest de Leposavić/Leposaviq, sur les pentes nord-est du mont Rogozna.

## Histoire
Sur le territoire du village se trouve le monastère Saint-Côme et Saint-Damien qui remonte au XIVe siècle

## Démographie

### Évolution historique de la population dans la localité
| 1948 | 1953 | 1961 | 1971 | 1981 | 1991 | 2009 |
| ---- | ---- | ---- | ---- | ---- | ---- | ---- |
| 652  | 689  | 649  | 619  | 501  | 488  | 141  |

|  |